# 구마모토평야

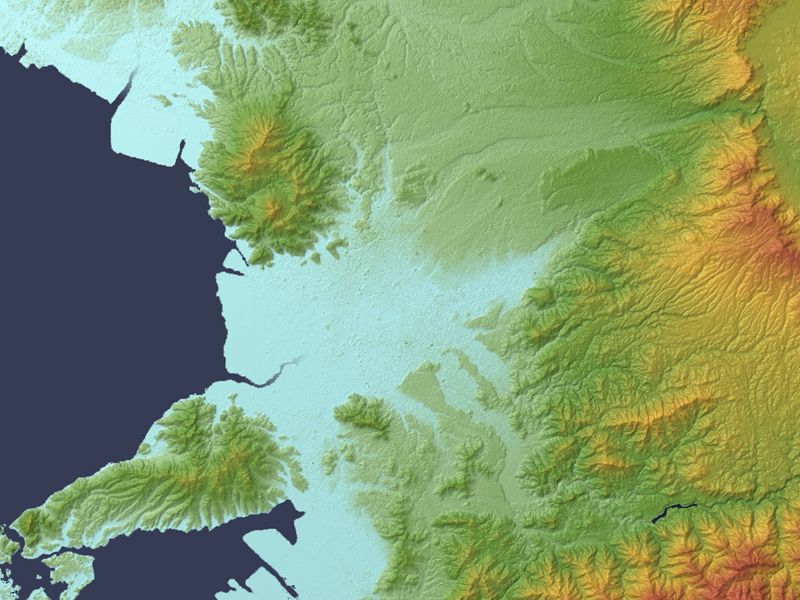
구마모토평야 주변의 지형도

구마모토평야(일본어: 熊本 平野, くまもと へいや 구마모토 헤이야[*])는 일본 구마모토현 중북부에 위치한 평야이다. 아소산 서부 삼림 지역에서 뻗은 홍적대지와 충적저지로 이루어져 있으며, 시마바라만과 접해 있다. 총 면적은 약 775km2이다.
구마모토 평야의 중앙부에는 구마모토시, 우토시, 가미마시키군 등의 도시들이 이어져 있으며, 시라카와강, 미도리카와강이 구마모토평야를 위주로 횡단한다.

## 같이 보기
- 야쓰시로평야

## 참고 문헌
- 이 문서에는 다음커뮤니케이션(현 카카오)에서 GFDL 또는 CC-SA 라이선스로 배포한 글로벌 세계대백과사전의 내용을 기초로 작성된 글이 포함되어 있습니다.